# Neokóra
Neokóra est le trente-neuvième tome de la série de bande dessinée Thorgal, écrit par Yann et dessiné par Fred Vignaux. Il sort le 12 novembre 2021 aux éditions du Lombard.

## Résumé
Thorgal, Jolan et Wolvin sont en mer et leur bateau est en très mauvais état. Ils rencontrent un navire plus grand qui s'avère être hanté. Une fois la menace neutralisée, ils constatent que l'équipage est soit mort, soit porté disparu, à l'exception d'une personne. Le survivant s'appelle Arisön. À la maison, Aarcia et tous les habitants du village sont ensorcelés. Il semble que Kriss de Valnor et Aniel soient derrière tout cela. Pour sauver Aaricia et les villageois, Thorgal et Jolan n'ont d'autre choix que de retourner sur l'île des mers gelées, au vaisseau spatial de Slive où tout a commencé.

## Accueil
L'album est tiré à 115 000 exemplaires.